# Großsolt
Grosssolt (en danois: Store Solt) est une commune allemande de l'arrondissement de Schleswig-Flensbourg, Land de Schleswig-Holstein.

## Géographie
La Bondenau et la Kielstau, affluents de la Treene, traversent la commune d'est en ouest et se jettent dans le Treßsee.
Grosssolt fait partie de la péninsule d'Angeln vallonnée et constituée essentiellement de moraines de fond et sandar.
La commune comprend les quartiers de Großsoltholz (en danois, Store Soltskov), Großsoltwesterholz, Großsoltbrück (Store Soltbro), Bistoft, Estrup, Kollerup, Mühlenbrück (Møllebro) et Großsolt (Store Solt).
|             | Freienwill Hürup Ausacker | Sörup        |
| Oeversee    | Großsolt                  | Mittelangeln |
| Sieverstedt | Havetoft                  |              |

## Histoire
Großsolt est mentionné pour la première fois en 1352. À cette époque, la rive du Treßsee se trouve près du village.
On récupère une centaine d'hectares grâce à la régulation de la Bondenau et la Kielstau en 1925 et la consolidation de terres à l'origine envasées dans les années 1960 et 1970.

## Source, notes et références
- (de) Cet article est partiellement ou en totalité issu de l’article de Wikipédia en allemand intitulé « Großsolt » (voir la liste des auteurs).